# Маджи (эмир)
Маджи — старейший эмир Джучиева Улуса, видный военный и политический деятель Золотой Орды конца XIII века.

## Биография
Участвовал в первом походе Ногая на хана Тохту в 1298 году. Предположительно, именно Маджи возглавлял карательную экспедицию в Крым, организованную в ответ на убийство внука Ногая — Актаджи — около 1298–1299 годов. Согласно источникам, золотоордынское войско «ограбило (город Кафу), сожгло его, убило множество крымцев, взяло в плен купцов мусульманских, аланских и франкских, захватило имущество их, ограбило Сару-Керман, Кырк-ера, Керчь и другие». Однако позднее Ногай распорядился освободить всех захваченных пленных без выкупа.
В 1299 году Маджи, совместно с эмирами Судуном, Утраджем, Акбугой и Тайтой, во главе войска численностью до 30 тысяч всадников, перешёл на сторону Тохты и откочевал к нему. По сведениям Рашид-ад-Дина, среди изменивших Ногаю эмиров упоминаются Маджи, Сутан (идентифицируемый с Судуном), а также Сангай (возможно, Сангуй). Именно эти трое командовали туменами (десятью тысячами всадников каждый), составлявшими основную силу перешедшего войска.
Переход Маджи и его союзников стал одной из причин второго похода Тохты против Ногая, в котором Маджи также принял участие.